# Ąžuolynas
Ąžuolynas är en park i Litauen. Den ligger i den centrala delen av landet, 90 km väster om huvudstaden Vilnius. Ąžuolynas ligger 77 meter över havet.
Terrängen runt Ąžuolynas är platt. Runt Ąžuolynas är det mycket tätbefolkat, med 2 028 invånare per kvadratkilometer. Närmaste större samhälle är Kaunas, 2,8 km väster om Ąžuolynas. Runt Ąžuolynas är det i huvudsak tätbebyggt.